# Kolín
Kolín (en alemán: Kolin) es una ciudad, capital del distrito homónimo en la región de Bohemia Central, Chequia, aproximadamente 60 km al este de Praga. Está ubicado en las orillas del río Elba (en checo: Labe).
En 2017 tiene 31 123 habitantes.